# San Leanna
Le village de San Leanna est situé dans le comté de Travis, dans l’État du Texas, aux États-Unis. Sa population s’élevait à 497 habitants lors du recensement de 2010.

## Source
- (en) Cet article est partiellement ou en totalité issu de l’article de Wikipédia en anglais intitulé « San Leanna, Texas » (voir la liste des auteurs).